# قاعدة السليل الصاروخية
تعد قاعدة السليل الصاروخية أول قاعدة سعودية للصواريخ الاستراتيجية متوسطة المدى، بُنيت بين عامي 1987-1988 بالقرب من مدينة السليل، على بعد حوالي 450 كم جنوب غرب الرياض. وهي واحدة من ضمن ثلاث قواعد للصواريخ البالستية التي تخدم قوة الصواريخ الاستراتيجية الملكية السعودية.

## الموقع والتخطيط
بنيت قاعدة السليل التابعة لقوة الصواريخ الاستراتيجية بمساعدة متخصصين صينيين في منطقة جبلية منخفضة عند إحداثيات: 20°26′N 45°21′E / 20.43°N 45.35°E. تضم القاعدة موقعين للصواريخ (واحد في الشمال والثاني في الجنوب)، مع وجود موقع ثالث لأجل السكن والصيانة والوظائف الإدارية. تقع المواقع نفسها على بعد مسافة قصيرة داخل مجمع آمن. في حين تقع المجمعات الإدارية ومجمعات الدعم خارج المحيط الآمن جنوباً. يحتوي موقعا الصواريخ على فتحات انتظار لمنصات إطلاق متحركة ومنصتي إطلاق كبيرتين تشبهان تلك المنصات التي يمكن رؤيتها في قواعد صواريخ دونغفنغ الصينية من نوع دي إف - 3 (سي إس إس-2).
يعتبر صاروخ دي إف - 3 أي الذي يعمل بالوقود السائل، صاروخ باليستي صيني مبكر متوسط المدى قادر على حمل رؤوس نووية ويعتقد أن مداه يتراوح بين 4000 و 5000 كم برأس حربية تبلغ 2000 كجم. وقد اشترت السعودية من 50-60 صاروخ من هذا النوع من الصين في 1987.